# Critérium International
Critérium International – trzyetapowy wyścig kolarski rozgrywany w latach 1932–2016 we Francji każdej wiosny. Do 1980 znany był pod nazwą Critérium National de la Route. Przez wiele lat były to swego rodzaju nieoficjalne mistrzostwa Francji, a dopiero w 1979 pozwolono startować zawodnikom także z innych krajów. 
W świecie kolarskim określano te zawody jako "Mini-Tour de France". Każdy wyścig składa się z trzech etapów: wyścigu ze startu wspólnego, krótkiej czasówki i etapu górskiego. Oprócz klasyfikacji generalnej są także klasyfikacje poboczne: górska i punktowa (dla sprinterów). Kolory koszulek odpowiadają tym z Tour de France. Prowadzona jest także klasyfikacja drużynowa.
W wyścigu tym wygrywały takie sławy kolarstwa jak Jacques Anquetil, Bernard Hinault czy Miguel Indurain. Najwięcej zwycięstw (po 5) odnieśli dwaj Francuzi i Niemiec: Emile Idée, Raymond Poulidor i Jens Voigt.
Wyścig posiadał najwyższą kategorię (2.HC) przyznawaną przez UCI wyścigom wieloetapowym będącym poza cyklem UCI World Tour.

## Lista zwycięzców
| Rok      | Pierwsze                         | Drugie                | Trzecie              |
| -------- | -------------------------------- | --------------------- | -------------------- |
| 1932     | Léon Le Calvez                   | Pierre Magne          | Maurice Archambaud   |
| 1933     | André Leducq                     | Georges Speicher      | Jean Bidot           |
| 1934     | Roger Lapébie                    | Jules Merviel         | René Le Grevès       |
| 1935     | René Le Grevès                   | René Vietto           | Antonin Magne        |
| 1936     | Paul Chocque                     | Fernand Mithouard     | Arthur Debruyckere   |
| 1937     | Roger Lapébie René Le Grevès     |                       | Pierre Cloarec       |
| 1938     | Pierre Jaminet                   | Pierre Cloarec        | Sauveur Ducazeaux    |
| 1939     | André Deforge                    | Marcel Laurent        | Pierre Jaminet       |
| 1940     | Émile Idée                       | André Desmoulins      | André Deforge        |
| 1941     | Benoît Faure                     | Pierre Cogan          | Aldo Bertocco        |
| 1941 (2) | Yvan Marie                       | André Desmoulins      | Albert Goutal        |
| 1942     | Aldo Bertocco                    | Joseph Soffietti      | Marcel Laurent       |
| 1942 (2) | Émile Idée                       | Raymond Louviot       | Raymond Guégan       |
| 1943     | Louis Gauthier                   | Emile Rol             | André Deforge        |
| 1943 (2) | Émile Idée                       | Georges Blum          | Raymond Guégan       |
| 1944     | Roger Piel                       | Louis Thiétard        | Aimable Denhez       |
| 1945     | Joseph Goutorbe                  | Manuel Huguet         | Émile Idée           |
| 1946     | Kléber Piot Camille Danguillaume |                       | Lucien Boda          |
| 1947     | Émile Idée                       | Émile Carrara         | Urbain Caffi         |
| 1948     | Camille Danguillaume             | Émile Idée            | Victor Pernac        |
| 1949     | Émile Idée                       | Raymond Lucas         | Antonin Rolland      |
| 1950     | Pierre Barbotin                  | Guy Lapébie           | Louis Déprez         |
| 1951     | Louison Bobet                    | Pierre Barbotin       | Robert Desbats       |
| 1952     | Louison Bobet                    | Robert Varnajo        | Bernard Gauthier     |
| 1953     | Robert Desbats                   | Jacques Dupont        | Gilbert Loof         |
| 1954     | Roger Hassenforder               | Raoul Rémy            | Bernard Gauthier     |
| 1955     | René Privat                      | Pierre Molinéris      | Bernard Gauthier     |
| 1956     | Roger Hassenforder               | Louis Caput           | Jean Forestier       |
| 1957     | Jean Forestier                   | Louison Bobet         | Serge Blusson        |
| 1958     | Roger Hassenforder               | Raphaël Géminiani     | Claude Colette       |
| 1959     | André Darrigade                  | Fernand Picot         | Jean Graczyk         |
| 1960     | Jean Graczyk                     | Claude Colette        | Jacques Anquetil     |
| 1961     | Jacques Anquetil                 | André Darrigade       | Jean Gainche         |
| 1962     | Joseph Groussard                 | Jean-Claude Annaert   | Anatole Novak        |
| 1963     | Jacques Anquetil                 | Raymond Poulidor      | Joseph Velly         |
| 1964     | Raymond Poulidor                 | Édouard Delberghe     | Joseph Novales       |
| 1965     | Jacques Anquetil                 | Raymond Poulidor      | Jean-Claude Annaert  |
| 1966     | Raymond Poulidor                 | Roger Pingeon         | Jean-Claude Lebaube  |
| 1967     | Jacques Anquetil                 | Raymond Poulidor      | Raymond Delisle      |
| 1968     | Raymond Poulidor                 | Jean Jourden          | Roger Pingeon        |
| 1969     | Gilbert Bellone                  | Raymond Delisle       | Georges Chappe       |
| 1970     | Georges Chappe                   | Lucien Aimar          | Roland Berland       |
| 1971     | Raymond Poulidor                 | Gilbert Bellone       | Daniel Ducreux       |
| 1972     | Raymond Poulidor                 | Alain Santy           | Jean-Luc Molinéris   |
| 1973     | Jean-Pierre Danguillaume         | Alain Santy           | André Mollet         |
| 1974     | Bernard Thévenet                 | Christian Raymond     | Raymond Delisle      |
| 1975     | Jacques Esclassan                | André Corbeau         | Jean Chassang        |
| 1976     | Patrick Béon                     | Yves Hézard           | Raymond Martin       |
| 1977     | Jean Chassang                    | Raymond Delisle       | Roland Berland       |
| 1978     | Bernard Hinault                  | Michel Laurent        | Yves Hézard          |
| 1979     | Joop Zoetemelk                   | Bernard Hinault       | Sven-Åke Nilsson     |
| 1980     | Michel Laurent                   | Jean-René Bernaudeau  | Régis Ovion          |
| 1981     | Bernard Hinault                  | Jacques Bossis        | Régis Clère          |
| 1982     | Laurent Fignon                   | André Chappuis        | Marcel Tinazzi       |
| 1983     | Sean Kelly                       | Jean-Marie Grezet     | Joop Zoetemelk       |
| 1984     | Sean Kelly                       | Pascal Simon          | Stephen Roche        |
| 1985     | Stephen Roche                    | Charly Bérard         | Sean Kelly           |
| 1986     | Urs Zimmermann                   | Sean Kelly            | Greg LeMond          |
| 1987     | Sean Kelly                       | Stephen Roche         | Pascal Simon         |
| 1988     | Erik Breukink                    | Laurent Fignon        | Robert Millar        |
| 1989     | Miguel Indurain                  | Charly Mottet         | Stephen Roche        |
| 1990     | Laurent Fignon                   | Gilles Delion         | Jean-Claude Leclercq |
| 1991     | Stephen Roche                    | Gérard Rué            | Charly Mottet        |
| 1992     | Jean-François Bernard            | Gert-Jan Theunisse    | Giorgio Furlan       |
| 1993     | Erik Breukink                    | Tony Rominger         | Alex Zülle           |
| 1994     | Giorgio Furlan                   | Tony Rominger         | Jewgienij Bierzin    |
| 1995     | Laurent Jalabert                 | Władisław Bobrik      | Jewgienij Bierzin    |
| 1996     | Chris Boardman                   | Michele Coppolillo    | Mauro Gianetti       |
| 1997     | Marcelino García                 | Laurent Jalabert      | Pascal Lino          |
| 1998     | Bobby Julich                     | Davide Rebellin       | Bo Hamburger         |
| 1999     | Jens Voigt                       | David Millar          | Andriej Tietieriuk   |
| 2000     | Abraham Olano                    | Juan Carlos Domínguez | Aleksandr Winokurow  |
| 2001     | Rik Verbrugghe                   | José Alberto Martínez | Jens Voigt           |
| 2002     | José Alberto Martínez            | Lance Armstrong       | David Moncoutié      |
| 2003     | Laurent Brochard                 | Jens Voigt            | David Moncoutié      |
| 2004     | Jens Voigt                       | José Iván Gutiérrez   | Lance Armstrong      |
| 2005     | Bobby Julich                     | Thomas Dekker         | Jörg Jaksche         |
| 2006     | Ivan Basso                       | Erik Dekker           | Andrij Hriwko        |
| 2007     | Jens Voigt                       | Thomas Lövkvist       | Alejandro Valverde   |
| 2008     | Jens Voigt                       | Gustav Larsson        | Luis León Sánchez    |
| 2009     | Jens Voigt                       | František Raboň       | Danny Pate           |
| 2010     | Pierrick Fédrigo                 | Michael Rogers        | Tiago Machado        |
| 2011     | Fränk Schleck                    | Wasil Kiryjenka       | Rein Taaramäe        |
| 2012     | Cadel Evans                      | Pierrick Fédrigo      | Michael Rogers       |
| 2013     | Chris Froome                     | Richie Porte          | Tejay van Garderen   |
| 2014     | Jean-Christophe Péraud           | Mathias Frank         | Tiago Machado        |
| 2015     | Jean-Christophe Péraud           | Thibaut Pinot         | Fabio Felline        |
| 2016     | Thibaut Pinot                    | Pierre Latour         | Sam Oomen            |